# Капорали, Джованни Баттиста
Джованни Баттиста Капорали, или Бенедетто Капорали, по прозванию «Битте» (итал. Giovanni Battista Caporali; 1476, Перуджа — 1560, Перуджа) — итальянский живописец, архитектор и книжный иллюстратор эпохи Возрождения и маньеризма.

## Биография
Джованни Баттиста, также называемый Битте (Bitte), уменьшительное от его имени, был членом большой семьи художников, сыном Бартоломео Капорали, иллюминатора манускриптов, и Бриджиды ди Джованни Картолари. Учился у Пьетро Перуджино и Луки Синьорелли, среди его первых подписных работ — «Мадонна и святые», датируется 1492 годом, демонстрирует влияние Синьорелли и Рафаэля.
В начале своей карьеры Капорали сотрудничал с Перуджино и Пинтуриккьо, в частности в 1503 году на работах для церкви Санта-Мария-делла-Фратта в Умбертиде, в том числе завершая алтарный образ «Коронование Девы Марии» (Ватиканская пинакотека). В 1510 году Капорали работал над фреской с изображением Спасителя на троне между святыми Петром и Иоанном Крестителем, в приходской церкви Черезето близ Паникале (Тразименское озеро), в рафаэлевских и всё менее перуджийских мотивах, а также создал алтарный образ Мадонны с Младенцем между святыми для церкви Сан-Джироламо (Национальная галерея Умбрии). Среди его других ранних работ: «История святого Антония» в церкви Сант-Антонио-ди-Дерута (1517), «Рождество» для церкви Сан-Микеле-Арканджело в Паникале (1519), «Благовещение» для капеллы Виби в церкви Сан-Пьетро в Перудже (1521), «Мадонна с Младенцем и двумя святыми» в церкви Сант-Агостино-ин-Монтефалько (1522).
Джованни Баттиста Капорали был также известным архитектором, он построил дворец под названием Палаццоне недалеко от Кортоны (Тоскана) по поручению кардинала Сильвио Пассерини, где интерьеры были украшены его фресками, выполненными в сотрудничестве с Томмазо Барнабеи, более известным как «Мазо Папачелло». Эти работы были созданы после пребывания художника в Риме в 1509 году, что изменило его стиль, вплоть до сближения с римской школой Донато Браманте, Джулиано да Сангалло, а также Бальдассаре Перуцци, представителя раннего маньеризма. Вдохновлённый фресками Перуцци и Джулио Романо, Капорали также использовал приёмы квадратуры с эффектами светотени. Многие перуджийские церкви хранят его работы, однако в церквях Монтелуко (1543) и Монтеморчино (1547) его фрески не сохранились.
Капорали был также иллюминатором манускриптов, он создал иллюстрированный миссал для собора Перуджи, псалтирь для Монтеморчино Веккьо и другие миниатюры.
Его учениками были живописец Органтино ди Мариано и архитектор Галеаццо Алесси. Капорали скончался в Перудже в 1560 году. В своем завещании он назвал наследником своего сына Джулио, живописца.